# Kabinett Albrecht IV
Das Kabinett Albrecht IV bildete vom 22. Juni 1982 bis zum 9. Juli 1986 die Niedersächsische Landesregierung. Die Regierung endete regulär mit der Landtagswahl 1986.
| Amt                                    | Name                                         | Partei | Partei |
| -------------------------------------- | -------------------------------------------- | ------ | ------ |
| Ministerpräsident                      | Ernst Albrecht                               |        | CDU    |
| Stellvertreter des Ministerpräsidenten | Wilfried Hasselmann                          |        | CDU    |
| Bundesangelegenheiten                  | Wilfried Hasselmann                          |        | CDU    |
| Inneres                                | Egbert Möcklinghoff                          |        | CDU    |
| Wirtschaft und Verkehr                 | Birgit Breuel                                |        | CDU    |
| Ernährung, Landwirtschaft und Forsten  | Gerhard Glup                                 |        | CDU    |
| Finanzen                               | Burkhard Ritz                                |        | CDU    |
| Justiz                                 | Walter Remmers                               |        | CDU    |
| Kultus                                 | Egbert Möcklinghoff (bis 22. September 1982) |        | CDU    |
| Kultus                                 | Georg-Berndt Oschatz (ab 22. September 1982) |        | CDU    |
| Wissenschaft und Kunst                 | Johann-Tönjes Cassens                        |        | CDU    |
| Soziales                               | Hermann Schnipkoweit                         |        | CDU    |